# Дубровина, Мария Андреевна
Мария Андреевна Дубровина (17 августа 1924, село Анастасьевка — 8 сентября 2023, Оренбург) — главный врач Грачевского района Оренбургской области. Герой Социалистического Труда (1969), заслуженный врач РСФСР (1962).

## Биография
Родилась в 1924 году в селе Анастасьевка Степного района Актюбинской области Киргизской АССР в многодетной семье крестьянина.
В 1947 году — окончила Чкаловский медицинский институт, затем работала участковым врачом в селе Ташлы Ташлинского района Чкаловской области.
С 1948 по 1954 годы — главный врач Грачевской районной больницы Чкаловской области.
С 1954 по 1958 годы — заведующая Грачевским райздравотделом Чкаловской (с декабря 1957 года — Оренбургской) области, а с 1958 года — главный врач Грачевского района Оренбургской области.
Под её управлением в районной больнице была усовершенствована материальная база, улучшено профилактическое обслуживание населения, оказывалось стопроцентное родовспоможение, значительно снизилась детская смертность.
Инициатор профилактических мероприятий по снижению сельскохозяйственного травматизма и заболеваемости с временной утратой трудоспособности.
В качестве хирурга было проведено более девяти тысяч операций.
Указом Президиума Верховного Совета СССР от 4 февраля 1969 года за большие заслуги в области охраны здоровья советского народа Дубровиной Марии Андреевне присвоено звание Героя Социалистического Труда с вручением ордена Ленина и золотой медали «Серп и Молот».
С 1979 года — на пенсии, но ещё десять лет трудилась главным врачом района, а затем хирургом.
Многократно избиралась членом Оренбургского обкома и Грачевского райкома КПСС, депутатом областного Совета народных депутатов, депутатом Грачевского райсовета.
Жила в городе Оренбург. Скончалась 8 сентября 2023 года. Похоронена на кладбищенском комплексе «Степной-1».

## Награды
- Герой Социалистического Труда (1969)
- Орден Ленина (1969)
- Заслуженный врач РСФСР (1962)